# الجبل الغربي
جبل نفوسة (أو الجبل الغربي) هي سلسلة جبال صخرية تقع في المنطقة الشمالية الغربية لليبيا، حيث تبدأ من جنوب شرق تونس وتجتاز الحدود حتى نالوت ويستمر وصولًا إلى غريان وتنتهي عند شرقي غريان وتستمر سلسلة الجبل بشكل متقطع حتى الخمس. ويبلغ ارتفاع أعلى قمة بالجبل 968 متر.

## التسمية
سرى اعتقاد خاطئ في ليبيا بعد قيام ثورة 17 فبراير عام 2011 أن الزعيم الليبي معمر القذافي هو من سمّى الجبل الغربي بهذا الاسم بعد أن كان اسمه جبل نفوسة، وفي الحقيقة فإن تسمية الجبل الغربي ترجع للعهد العثماني. ومن المرجح أن التسمية جاءت لتمييز الجبل الغربي عن الجبل الأخضر في شرق إيالة طرابلس الغرب، وبشكل أصغر فكانت مناطق السلسة الجبلية تسمى نسبة إلى العشائر والمدن المجاورة لها كجبال غريان نسبة إلى مدينة غريان

## مناطق السلسلة
- غريان
- يفرن
- الرياينة
- العوينية
- العُربان
- جادو
- القلعة
- البدارنة
- الرجبان
- الزنتان
- كاباو
- نالوت
- الرحيبات
- الأصابعة
- القواليش
- ككلة
- قصر الحاج
- فرسطاء
- بدر
- الجوش
- تيجي
- أم الجرسان
- جادو
- الرابطة
- شكشوك
- تمزين